# Juan Godayol Colom
Juan Godayol Colom SDB (Mataró, 4 de setembro de 1943) é Prelado Emérito de Ayaviri.

## Biografia
Juan Godayol Colom ingressou na Ordem Salesiana de Dom Bosco e foi ordenado sacerdote em 13 de agosto de 1972. 
O Papa João Paulo II o nomeou Prelado de Ayaviri em 4 de dezembro de 1991. O núncio apostólico no Peru, Luigi Dossena, o ordenou bispo em 4 de janeiro do ano seguinte; Os co-consagrantes foram Fernando Vargas Ruiz de Somocurcio S.J., Arcebispo de Arequipa, e José Ramón Gurruchaga Ezama SDB, Bispo de Huaraz.
Juan Godayol Colom renunciou ao cargo em 18 de fevereiro de 2006. Foi o Núncio Apostólico Rino Passigato quem pediu anteriormente a Dom Godayol que oferecesse sua renúncia "por motivos de saúde".